# Horst Borasch
Horst Borasch (* 4. März 1930; † 17. Februar 2020) war ein deutscher Filmschaffender und Produktionsleiter des öffentlich-rechtlichen Rundfunks.

## Leben
Seit 1963 war Borasch für den Sender Freies Berlin (SFB) tätig. Als Produktionsleiter zahlreicher Fernsehfilme, die überwiegend in den 1970er und 1980er Jahren entstanden waren, machte Borasch sich dabei vor allem als Produktionschef des SFB einen Namen. Und arbeitete dabei unter anderem mit Schauspielern, wie Hildegard Knef, Manfred Krug, Harald Juhnke, Dieter Hildebrandt und Günter Pfitzmann zusammen.
Im Rahmen seiner Tätigkeit war er außerdem entscheidend an der Entwicklung des dritten Fernsehprogramms B1 für den SFB beteiligt, das ab Oktober 1992 auf Sendung ging und welches später im RBB Berlin aufging.

## Filmografie (Auswahl)
- 1986: Tatort: Die kleine Kanaille, Produktionsleiter
- 1985: Tatort: Tod macht erfinderisch, Produktionsleitung
- 1985: Hart an der Grenze (Fernsehfilm), Produktionsleitung
- 1984/1985: Tatort: Ordnung ist das halbe Sterben, Produktionsleitung
- 1983/1984: Tatort: Freiwild, Produktionsleitung
- 1983: Tatort: Fluppys Masche, Produktionsleitung
- 1982: Stella (Fernsehfilm), Produktionsleitung
- 1982: Variation (Fernsehfilm), Produktionsleitung
- 1982: Tatort: Sterben und sterben lassen, Produktionsleitung
- 1981: Tatort: Katz und Mäuse, Produktionsleitung
- 1980/1981: Tatort: Beweisaufnahme, Produktionsleitung
- 1979: Tatort: Gefährliche Träume, Produktionsleitung
- 1979: Die zweite Chance (Dokumentarfilm), Produktionsleitung
- 1978: Tatort: Sterne für den Orient, Produktionsleitung
- 1976: Hans im Glück (Fernsehfilm), Produktionsleitung
- 1974: Wunschträume. Schöpfer des Menschen - der Mensch? (Fernsehfilm), Produktionsleitung
- 1971: Der Trojanische Sessel (Fernsehfilm), Produktionsleitung
- 1968: Berlin bietet Beat (Dokumentarfilm), Produktionsleitung